# 莫罗瓦莱
莫罗瓦莱（義大利語：Morrovalle），是意大利马切拉塔省的一个市镇。总面积42平方公里，人口10240人，人口密度243.8人/平方公里（2009年）。ISTAT代码为043033。